# Forces armées du royaume uni des Pays-Bas
Les forces armées du royaume uni des Pays-Bas (nederlandse krijgsmacht en néerlandais) constituaient la puissance militaire du Royaume-uni des Pays-Bas, tel qu'il a existé de se création par le congrès de Vienne en 1815, jusqu'à la révolution belge, puis la déclaration d'indépendance de la Belgique le 4 octobre 1830.
Elles étaient composées de trois branches : l'armée royale (Koninklijke Landmacht), la maréchaussée royale (Koninklijke Marechaussee) et la marine royale (Koninklijke Marine). Elles sont les ancêtres des forces armées de la Belgique ainsi que des forces armées des Pays-Bas.
Elles étaient sous le commandement du roi des Pays-Bas, Guillaume Ier d'Orange-Nassau

## Contexte

### Origines

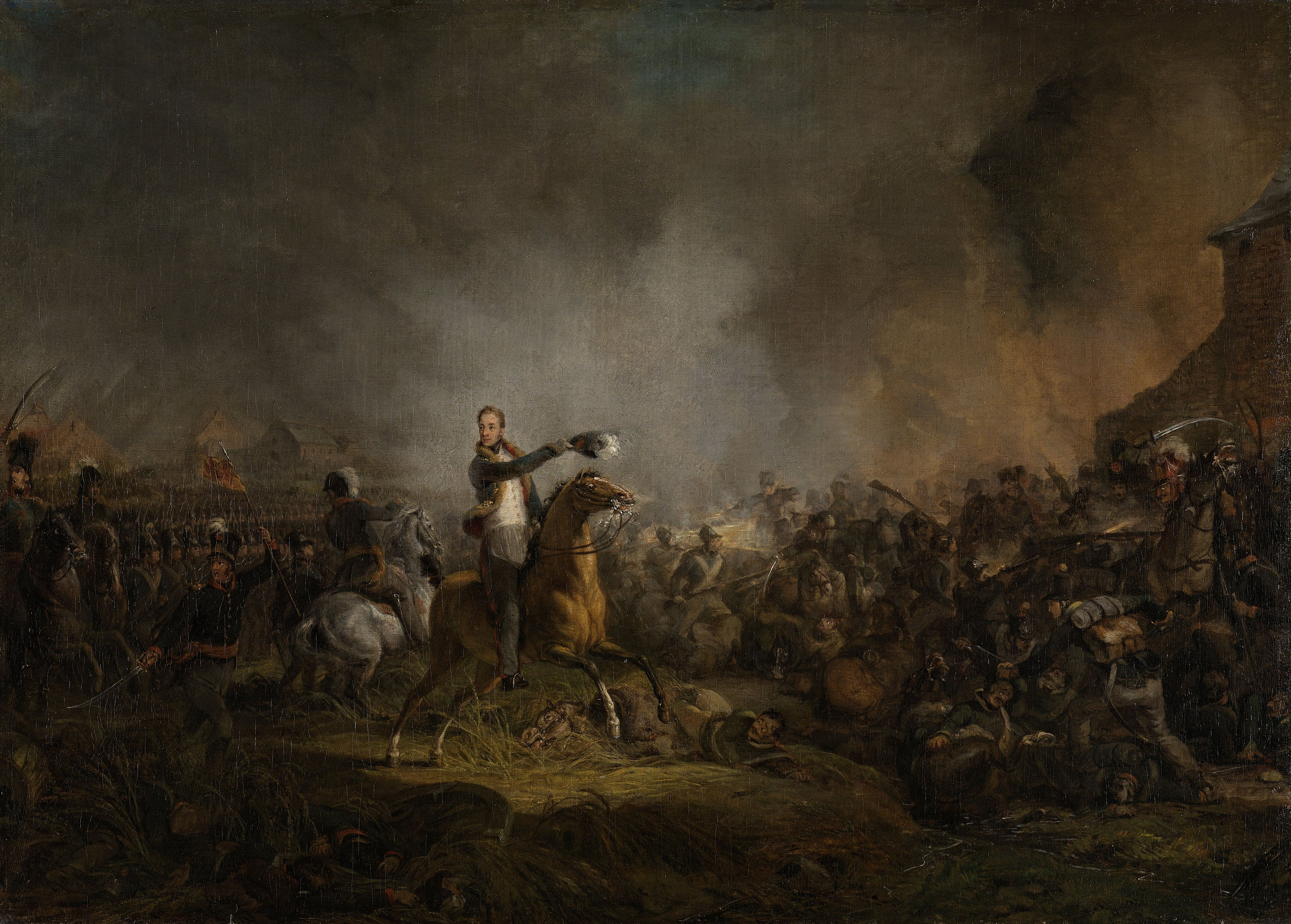
Le Prince d'Orange, fils du roi Guillaume Ier, lors de la bataille des Quatre Bras le 16 juin 1815 contre Napoléon Bonaparte.

Vu l'histoire du pays, les forces armées du royaume uni des Pays-Bas, se basent sur l'ancienne armée des Provinces-unies, la Staatse leger (nl) (l'« armée de l’État » en néerlandais), ainsi que sur sa flotte : la marine de la république des Provinces-Unies. Les troupes sont composées d'un grand nombre d'anciens militaires ayant servi dans la Grande Armée de Napoléon Bonaparte puisque le territoire néerlandais avait été envahi par la France dès 1795, pour fonder la République batave puis le Royaume de Hollande, tandis que les Pays-Bas méridionaux avaient, quant à eux, été annexés à la Première République française (qui devint le Premier Empire) sous la forme des départements réunis, après les guerres de la Révolution française.
En 1813, l'armée et l'administration française quittent progressivement les départements des Pays-Bas et la principauté souveraine des Pays-Bas unis est créée avant que Guillaume d'Orange-Nassau n'en devienne le souverain. C'est lors de cette période que les forces armées néerlandaises sont fondées le 9 janvier 1814. À cette date, elle comprend 30 000 hommes de troupes de campagne plus 23 000 hommes de milice. L'armée de campagne comprend :
- 6 bataillons de chasseurs à pied ;
- 14 bataillons d'infanterie de ligne ;
- 9 bataillons étrangers, principalement des Suisses et des Nassauviens ;
- 4 régiments de cavalerie dont :
  - 2 régiments de carabiniers à cheval,
  - 1 régiment de dragons,
  - 1 régiment de hussards ;
- 4 bataillons d'artillerie à pied ;
- 1 corps d'artillerie à cheval ;
- 1 bataillon de génie, sapeurs et mineurs ;
- 1 bataillon du train ;
- 1 bataillon de garnison pour les colonies[1].

Plusieurs batailles accompagnent le départ des Français jusqu'à la première abdication de Napoléon Ier en avril 1814, dont le siège d'Anvers de janvier à mai, le siège de Berg-op-Zoom dès le 8 mars ou encore la bataille de Courtrai le 31 mars. Toutefois, avec son retour de Napoléon lors des Cent-Jours, l'armée néerlandaise affronte l'armée française pendant la campagne de Belgique, notamment lors de la bataille des Quatre Bras le 16 juin 1815 où les troupes sont menées par le fils du roi et ses principaux généraux, Jean-Victor Constant de Rebecque et Henri de Perponcher Sedlnitsky. Elles font dès lors partie de la Septième Coalition, victorieuse lors de la bataille de Waterloo deux jours plus tard.

### Le royaume uni des Pays-Bas

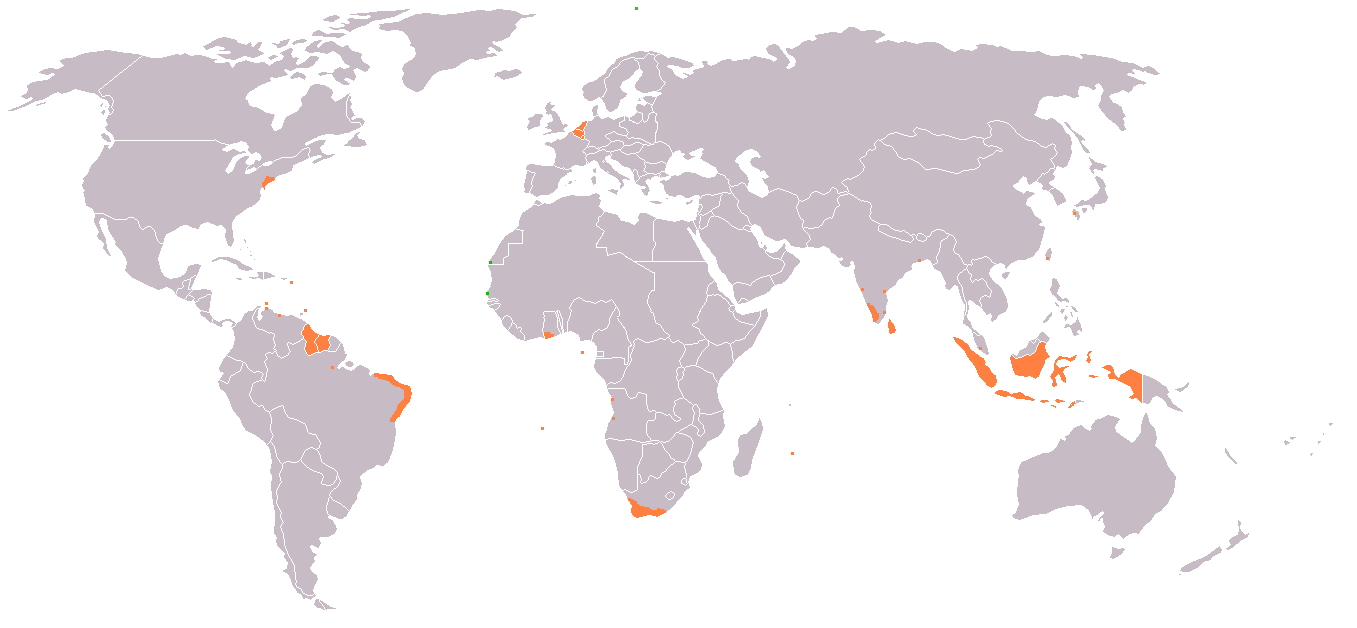
Le royaume uni des Pays-Bas comprenait également l'empire colonial néerlandais (carte).

Après la chute de Napoléon Bonaparte et du Premier Empire français, les puissances européennes victorieuses se réunissent lors du congrès de Vienne pour redessiner les frontières des états européens. Elles décident de créer de toutes pièces un état-tampon entre la France et la Prusse, souhaitant disposer d'un rempart contre les éventuelles nouvelles ambitions expansionnistes françaises. C'est ainsi que, le 15 mars 1815, le royaume uni des Pays-Bas voit le jour avec, comme souverain, Guillaume Ier de la maison d'Orange-Nassau. Le pays se dote de forces armées composées de troupes terrestres, d'une marine (la marine royale néerlandaise) et d'une force de maintien de l’ordre (la maréchaussée royale).
Sous l'insistance du Royaume-Uni de Grande-Bretagne et d'Irlande, de nombreuses fortifications sont édifiées à partir de 1816 en vue de barrer la route à la France : la barrière de Wellington.

### Le Grand-duché de Luxembourg

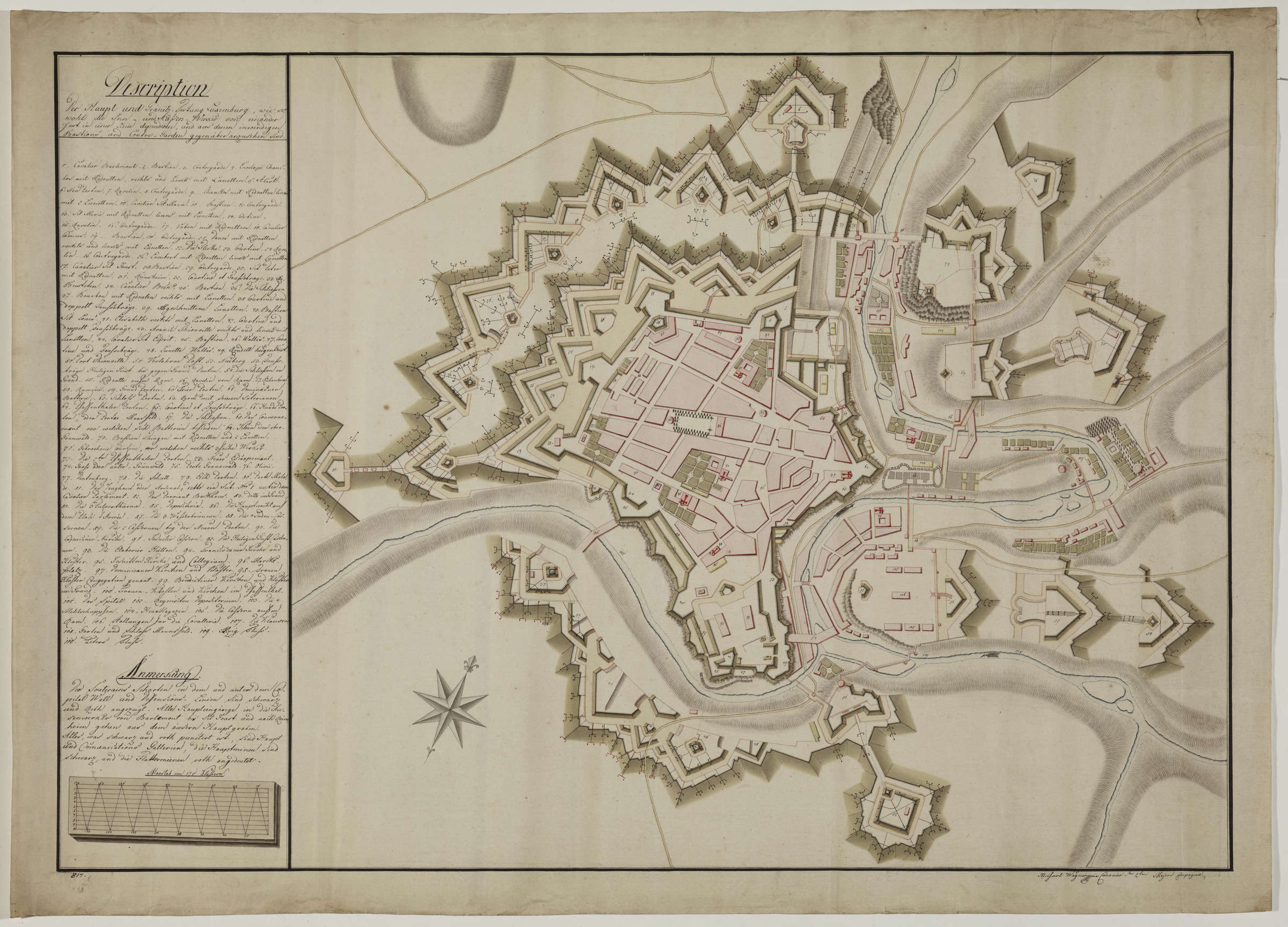
La puissante forteresse de Luxembourg devait théoriquement abriter une garnison mixte de soldats néerlandais et prussiens, en vertu de l'appartenance du grand-duché de Luxembourg à la confédération germanique.

Avant de devenir roi des Pays-Bas, Guillaume Ier possédait une série de principautés en Westphalie (Nassau-Dillenbourg, Siegen, Hadamar et Dietz) qu'il dut céder au royaume de Prusse après des négociations signée le 31 mars 1815 avec son beau-frère et cousin, Frédéric-Guillaume III, roi de Prusse. En échange, le congrès de Vienne décide de lui attribuer un territoire au sud de son nouveau royaume : le grand-duché de Luxembourg, créé le 15 mars 1815 et dont Guillaume devient le premier grand-duc. Cela entraîne une situation d'union personnelle entre les deux états mais, bien qu'ils soient officiellement distincts, le roi grand-duc administre le Luxembourg comme s'il était la dix-huitième province du royaume uni des Pays-Bas, modifiant notamment ses frontières en les mélangeant à celles du royaume en 1817.
Toutefois, bien que le Grand-duché soit devenu une possession personnelle héréditaire de la maison d'Orange-Nassau, le territoire était également un état-membre de la confédération germanique, aussi créée en 1815 comme première tentative d'unification allemande. A ce titre, la puissante forteresse de Luxembourg, située à la frontière occidentale de la confédération, abritait une garnison mixte de l'armée prussienne et de l'armée néerlandaise. La Prusse avait en effet le droit de nommer le gouverneur de la forteresse et la garnison était théoriquement composée d'un quart de soldats néerlandais et de trois quarts de prussiens.
Autre preuve que Guillaume traitait le Grand-duché comme l'un des provinces de son Royaume, il créée en 1829 une dix-huitième Afdeeling (il y en avait initialement une dans chacune des dix-sept province) qu'il base officiellement à Namur mais dont il place un bataillon à Arlon et un autre dans le château de Bouillon, donc dans le Grand-duché.
En plus de cela, le Luxembourg disposait de sa propre maréchaussée pour assurer le maintien de l'ordre : la maréchaussée grand-ducale.

## Organisation

### Armée
L'armée de terre néerlandaise était répartie en différentes armes : l’artillerie, la cavalerie, le génie et l'infanterie. Elle défendait la métropole, et disposait également de subdivision dans l'empire colonial néerlandais comme la KNIL (armée royale des Indes néerlandaises) ou la TRIS, Troepenmacht in Suriname (nl).

#### Artillerie
En 1830, l'artillerie néerlandaise se répartissait en seize batteries :
- Quatre batteries d'artillerie de campagne
- Six batteries d'artillerie légère
- Six batteries d’artillerie de siège

#### Cavalerie

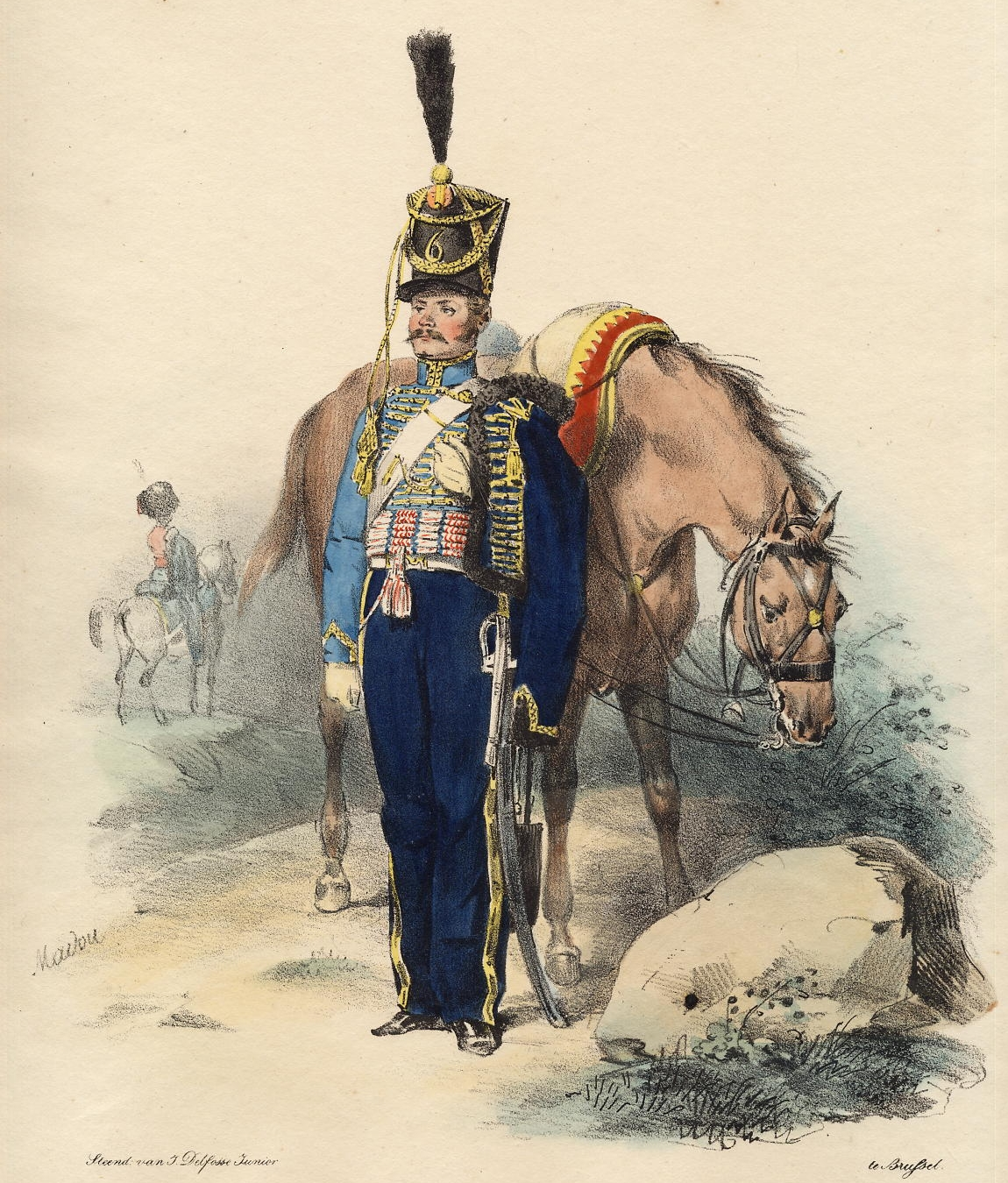
Un hussard néerlandais vers 1825.

La cavalerie néerlandaise était répartie en dix régiments, dont un à Java, dans les Indes néerlandaises.
| Numéro | Type        | Date de création | Garnison | Effectif | Commandant(s)                | Dissolution et devenir              |
| ------ | ----------- | ---------------- | -------- | -------- | ---------------------------- | ----------------------------------- |
| 1      |             |                  |          |          |                              |                                     |
| 2      | Cuirassiers | 5 mai 1815       | Liège    |          |                              | 1er régiment de cuirassiers         |
| 3      |             |                  |          |          |                              |                                     |
| 4      | Dragons     |                  | Malines  |          |                              |                                     |
| 5      | Dragons     | 1er juin 1815    |          |          | Édouard de Mercx de Corbais  | 1er régiment de lanciers (Belgique) |
| 6 (nl) | Hussards    |                  | Mons     |          | Guillaume François Boreel    |                                     |
| 7      |             |                  |          |          |                              |                                     |
| 8      | Hussards    |                  | Gand     |          | Constantin d'Hane-Steenhuyse | 2e régiment de chasseurs à cheval   |
| 9      |             |                  |          |          |                              |                                     |
| 10     |             |                  |          |          |                              |                                     |

#### Génie
Le génie militaire de l'armée néerlandaise était initialement composé du Regiment Genietroepen (nl) formé le 15 mai 1748, à l'époque de la république des Provinces-Unies. Le 1er janvier 1822 est créé le 2e régiment du génie qui regroupe :
- Un corps de pontonniers
- Deux bataillons de sapeurs-mineurs
- Une batterie du train

#### Infanterie

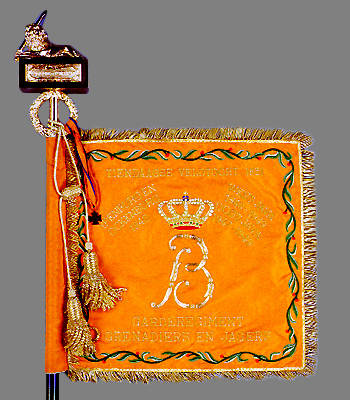
L'emblème du Garderegiment Grenadiers en Jagers (« Régiment de la Garde de grenadiers et de chasseurs ») créé en 1829 pour assurer la garde personnelle du roi des Pays-Bas, à l'époque Guillaume Ier d'Orange-Nassau.

L'infanterie était répartie en plusieurs unités. Il y avait d'abord les dix-sept afdelingen (équivalent d'un régiment) pour chacune des dix-sept provinces du royaume. En 1829 s'ajoute une dix-huitième afdeeling basée à Namur avec deux bataillons présents dans le grand-duché de Luxembourg, état théoriquement à part du Royaume mais avec lequel il formait une union personnelle, le roi des Pays-Bas, Guillaume Ier, étant également le grand-duc de Luxembourg et le propriétaire du territoire à titre privé.
De plus, un arrêté royal du 7 juillet 1829 crée une afdeeling spéciale nommée Garderegiment Grenadiers en Jagers (nl) (« Régiment de la Garde de grenadiers et de chasseurs ») composée de trois bataillons de grenadiers ainsi que deux deux bataillons de chasseurs (2256 hommes), destinés à assurer la garde royale en garnison dans les deux résidences du roi : au palais Noordeinde de La Haye et au palais royal de Bruxelles.
| Nom                 | Date de création | Garnison                                     | Province                      | Effectif | Commandant(s) (en 1830)           | Dissolution et devenir                       |
| ------------------- | ---------------- | -------------------------------------------- | ----------------------------- | -------- | --------------------------------- | -------------------------------------------- |
| 1ste afdeeling (nl) | 1815             | Havelte                                      | Drenthe                       |          |                                   | Régiment de Bruxelles                        |
| 2de afdeeling (nl)  | 1815             |                                              | Limbourg                      |          |                                   |                                              |
| 3de afdeeling       |                  |                                              |                               |          | Lambert Nypels                    | 16 octobre 1830 : Régiment de Mons           |
| 4de afdeeling       |                  |                                              |                               |          |                                   | 16 octobre 1830 : Régiment de Tournai        |
| 5de afdeeling       |                  |                                              |                               |          |                                   |                                              |
| 6de afdeeling       |                  |                                              |                               |          |                                   | 16 octobre 1830 : Régiment de Bruges         |
| 7de afdeeling       |                  |                                              |                               |          |                                   |                                              |
| 8de afdeeling       |                  | Arnhem Regiment Infanterie Oranje Gelderland | Gueldre                       |          |                                   |                                              |
| 9de afdeeling       |                  |                                              |                               |          |                                   |                                              |
| 10de afdeeling      |                  |                                              |                               |          |                                   |                                              |
| 11de afdeeling      |                  | Citadelle de Liège                           | Province de Liège             |          | Cornelis Gerardus Iman van Boecop | 16 octobre 1830 : Régiment de Liège          |
| 12de afdeeling      |                  | Citadelle de Namur                           | Province de Namur             |          | Josephus Jacobus van Geen (nl)    | 16 octobre 1830 : Régiment de Namur          |
| 13de afdeeling      |                  |                                              |                               |          |                                   |                                              |
| 14de afdeeling      |                  |                                              |                               |          |                                   | 16 octobre 1830 : Régiment de Maastricht     |
| 15de afdeeling      |                  |                                              |                               |          |                                   | 16 octobre 1830 : Régiment d'Anvers          |
| 16de afdeeling      |                  |                                              |                               |          |                                   | 16 octobre 1830 : régiment d'Ypres           |
| 17de afdeeling      |                  | Gand Alost Audenarde Termonde                | Province de Flandre-Orientale |          | Charles Etienne Ghigny            | 16 octobre 1830 : Régiment de Gand           |
| 18de afdeeling      | 1829             | Namur Arlon Bouillon                         | Grand-duché de Luxembourg     |          |                                   | 16 octobre 1830 : Deuxième régiment de Namur |

## Formation

L'meblème de la Koninklijke Militaire Academie de Bréda.

En 1814 est créée l'Artillerie- en Genieschool (nl) à Delft, dans la province de Hollande. Le 24 novembre 1828 est fondée la Académie royale militaire à Bréda, dans le Brabant-Septentrional, dans le but de former les officiers de l'armée. L'année suivante, le 28 août 1829 est c'est au tour de la marine d'avoir son Institut royal de la Marine au Helder, là où se trouve l'amirauté et la plus grande base navale de la marine royale néerlandaise.

## Dirigeants

### Ministères
Les différentes branches des armées relevaient de différents ministères. Ainsi, la branche terrestre relevait du ministère de la guerre (nl), la marine dépendait du ministère de la Marine (nl) tandis que l'armée royale des Indes néerlandaises dépendait du ministère des colonies (nl).

### Controverse à propos de la répartition des officiers belges et néerlandais
L'une des revendications de l'insurrection de 1830 dans les Pays-Bas méridionaux était la disproportion dans le nombre d'officiers d'origine « belge » et « hollandaise » dans l'armée métropolitaine (ce n'était pas le cas dans l'armée royale des Indes néerlandaises). En effet, les belges représentent alors la majeure partie de la population du royaume uni des Pays-Bas avec 3 921 082 habitants, contre 2 314 087 « hollandais » en 1829, mais ils sont sous-représentés dans les fonctions supérieures de l'armée (ainsi qu'au niveau politique et de l'administration). En effet, l'annuaire de 1830 recense 417 officiers « belges » sur 2377 :
- Officiers généraux : 10 sur 76 (dont aucun général, trois lieutenants-généraux et sept Majors-généraux)
- Officiers d'état major : 9 sur 43 (2 colonels sur 5)
- Infanterie : 263 officiers sur 1454 (3 colonels sur 25)
- Cavalerie : 93 officiers sur 316 (4 colonels sur 7)
- Artillerie : 33 officiers sur 360 (aucun colonel sur 6, un seul major sur 24)
- Génie : 9 officiers sur 128 (aucun colonel, aucun major, 5 capitaines sur 42)

Ceci s'explique entre partie par le biais linguistique : le français étant la langue de la bourgeoisie, les officiers belges des anciens Pays-Bas autrichiens le parlaient généralement tandis que les officiers néerlandais des anciennes Provinces-Unies parlaient le néerlandais (parfois en plus du français). Or, après la chute du Premier Empire, une majorité d'officiers belges francophones, décidèrent d'intégrer la nouvelle armée française au lieu de l'armée du royaume uni des Pays-Bas. Certains demeuraient également dispersés aux quatre coins de l'Europe après les guerres napoléoniennes. La connaissance obligatoire des deux langues fut dès lors un obstacle majeur pour bon nombre d’officiers belges francophones (y compris d'origine flamande où le néerlandais demeurait la langue du peuple et non de la bourgeoisie).
Contrairement aux officiers, la majorité des hommes du rang et des sous-officiers stationnés dans les provinces du sud étaient, eux, belges.

## Conflits

### Révolution belge

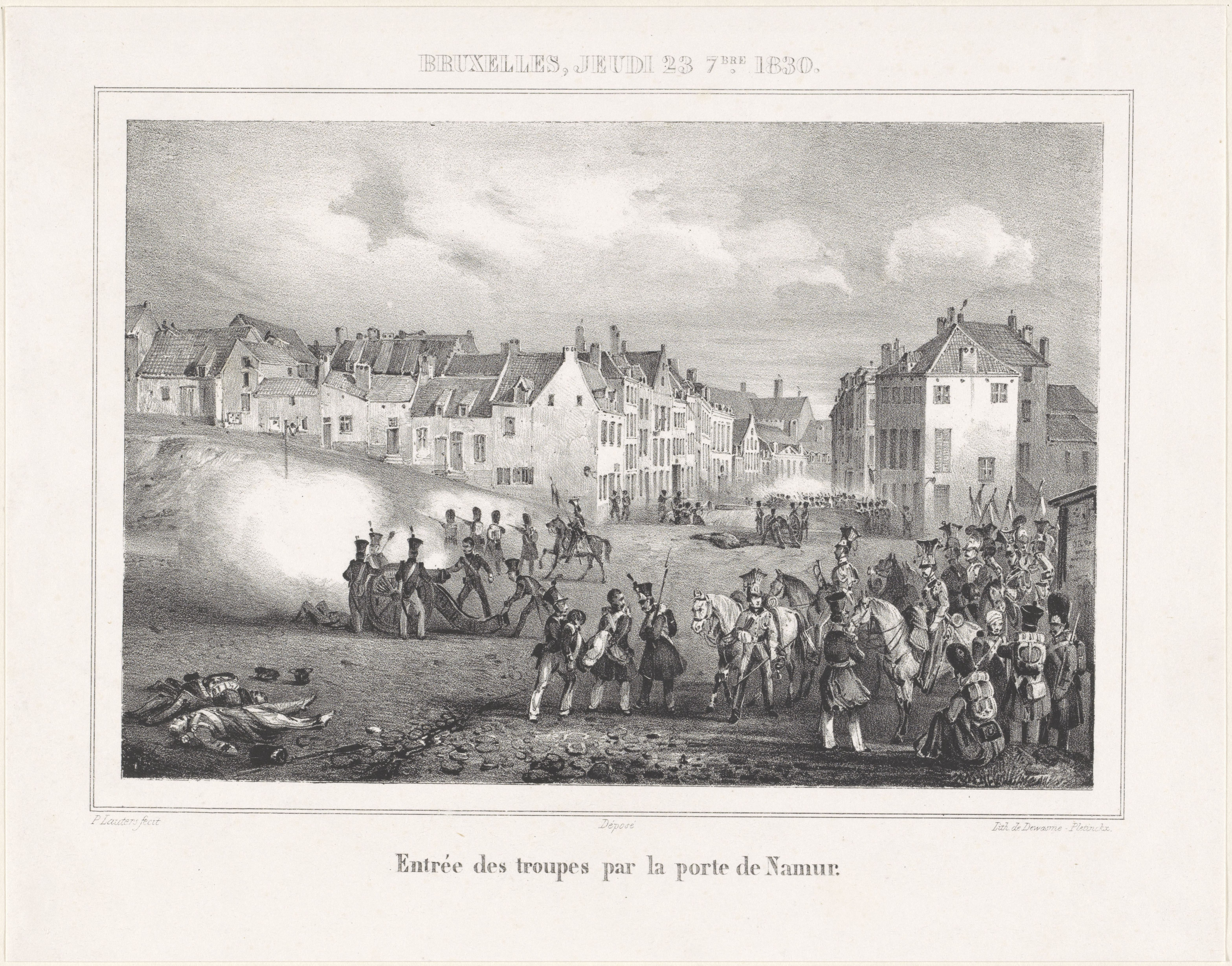
Entrée de l'armée royale dans Bruxelles, par la porte de Namur, lors du début des Journées de Septembre, le 24 septembre 1830.

Lorsque la révolution belge débute avec l’insurrection de 1830 dans les Pays-Bas méridionaux, elle voit d'abord s’affronter les volontaires de la révolution belge à l'armée royale. Celle-ci perd progressivement une grande partie des soldats qui désertent et se rallient aux insurgés, ainsi l'ensemble de ses afdelingen des et forteresses dans les provinces du sud, à trois exceptions notables : la citadelle d'Anvers et la forteresse de Maastricht ainsi que la forteresse de Luxembourg, où ne réside plus de soldats néerlandais mais bien une garnison de l'armée prussienne (en vertu de l'appartenance du grand-duché de Luxembourg à la confédération germanique), dont les autorités demeurent orangistes, soit en faveur de Guillaume Ier qui est alors à la fois le roi des Pays-Bas et le grand-duc de Luxembourg.
Lors des Journées de Septembre l'armée, menée par le fils du roi, le prince Frédéric d'Orange-Nassau, est d'abord boutée hors de Bruxelles puis repoussée jusqu'à la future frontière entre la Belgique et les Pays-Bas. Le 4 octobre 1830, la Belgique proclame son indépendance et le 16 octobre, un arrêté du régent créée les premiers régiments de l'armée belge à partir des anciennes afdelingen présentes sur le territoire des huit provinces des Pays-Bas méridionaux ainsi que du Grand-duché de Luxembourg, que le Belgique annexe le même jour. C'est le début de la guerre belgo-néerlandaise entre les deux armées bien qu'un armistice soit officiellement imposé par la conférence de Londres dès le 4 novembre.

### Guerre belgo-néerlandaise

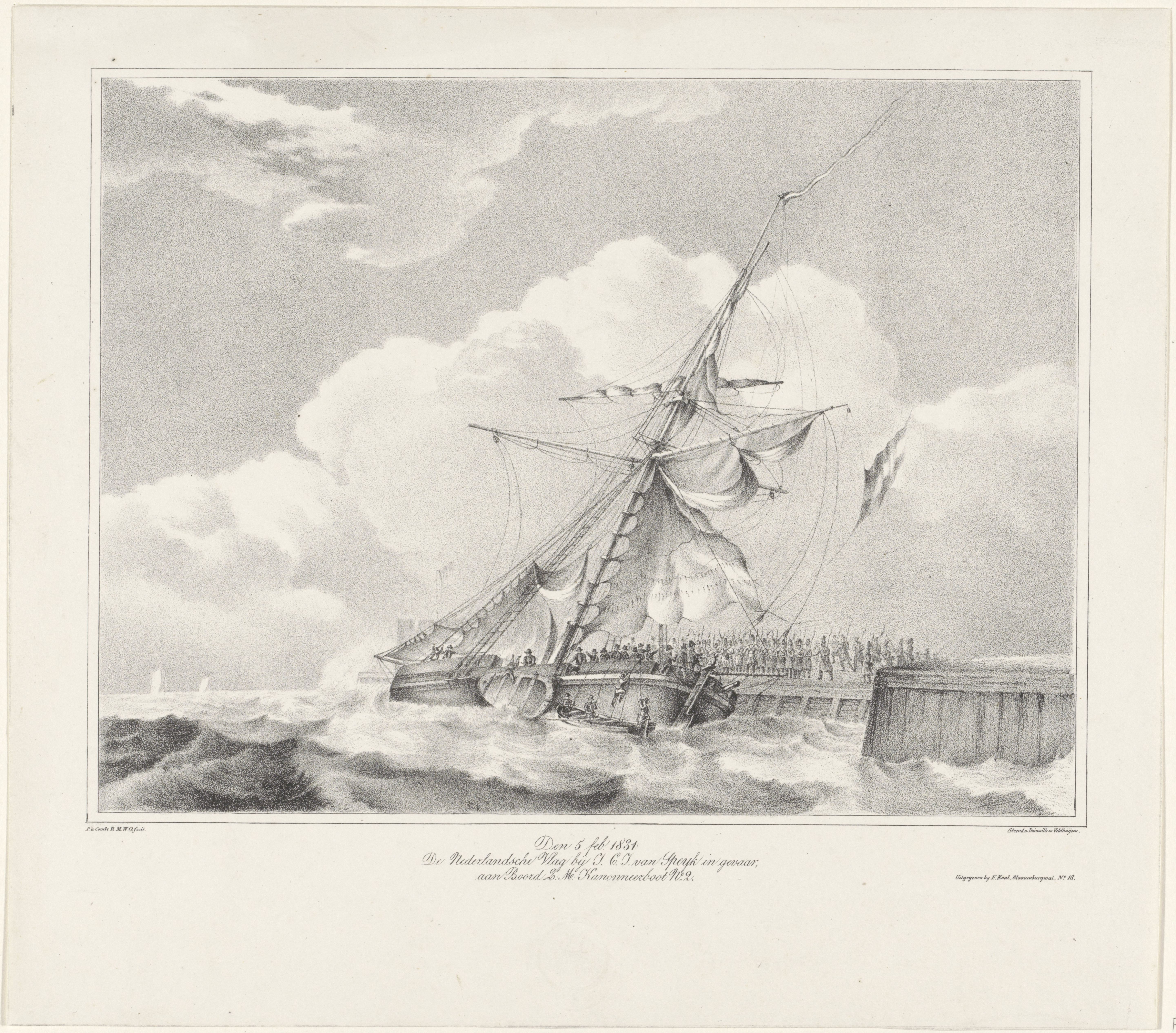
Prise de la canonnière de Jan van Speijk par les insurgés belges le 5 février 1831, sur l'Escaut.

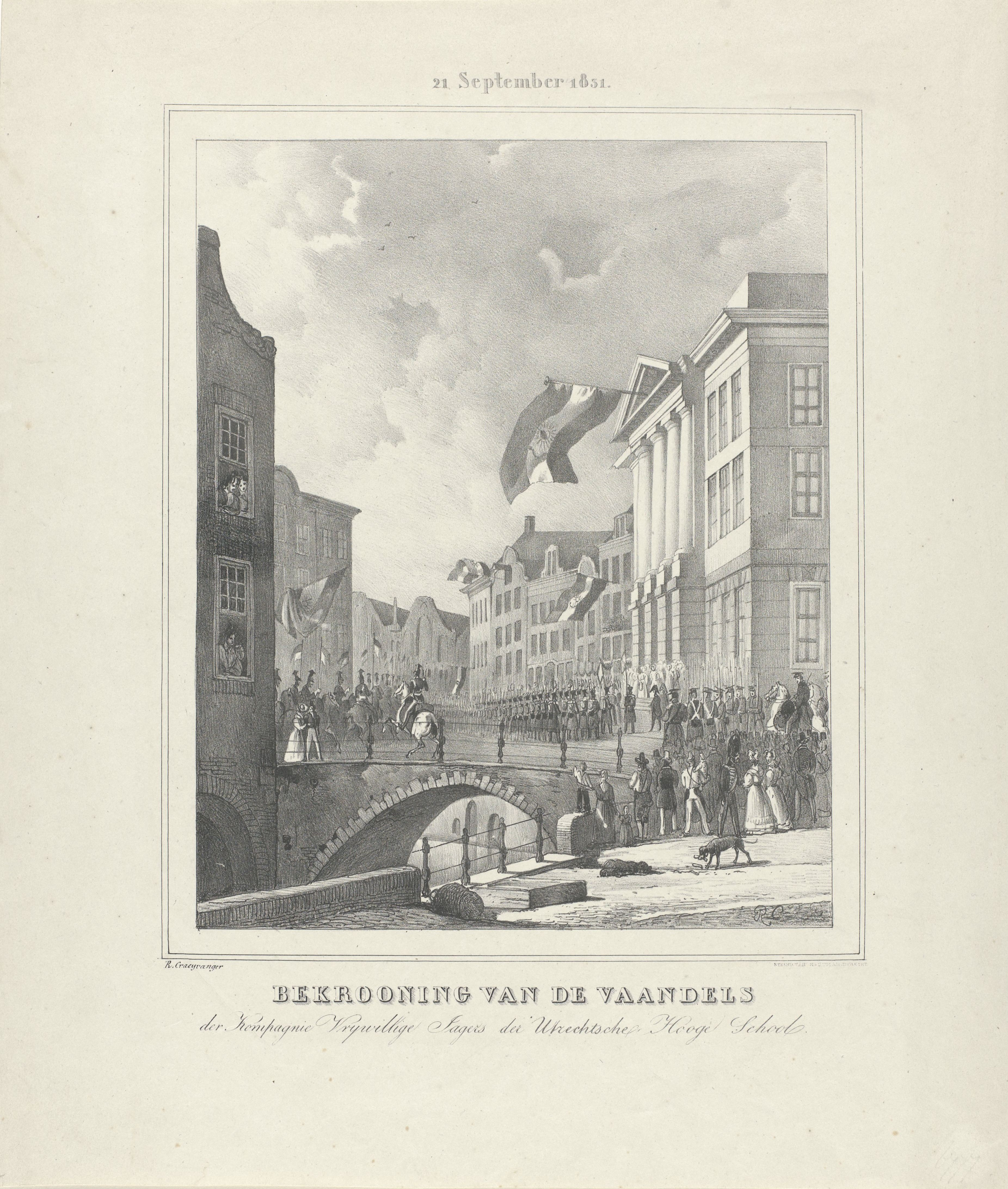
Retour des Vrijwillige Jagers de l'université d'Utrecht en septembre 1831, après la campagne des Dix-Jours.

L'armée royale tente de reconquérir les Pays-Bas méridionaux et met sur pied les Vrijwillige Jagers, « chasseurs volontaires » en français, qu’elle recrute notamment dans les milieux universitaire comme à Leyde ou à Utrecht. D'autres compagnies de volontaires sont créées, comme les chasseurs Van Dam, du nom de son fondateur, le major Edmond Willem van Dam van Isselt (nl). Elle dispose également encore de troupes en garnison dans la citadelle d’Anvers ainsi que dans la forteresse de Maastricht. Elle lance l'offensive lors de la campagne des Dix-Jours dès le 2 août 1831 mais l'intervention d'un corps expéditionnaire français transforme cette tentative en défaite. Lors du blocus de l'Escaut (nl), huit canonnières de la marine royale néerlandaise sont abandonnées et récupérées par la jeune Belgique après le siège de la citadelle d'Anvers de 1832. La guerre se termine officiellement le 18 novembre 1833 par la convention de Zonhoven, mais il faut attendre le traité des XXIV articles du 19 avril 1839 pour que Guillaume Ier reconnaisse officiellement la Belgique et la fin du royaume uni des Pays-Bas.